# Acristavus
Acristavus (łac.) – rodzaj hadrozaura należącego zależnie od przyjmowanej klasyfikacji do podrodziny Hadrosaurinae lub Saurolophinae, żyjącego w późnej kredzie (kampan) na terenach dzisiejszej Ameryki Północnej. 
Nazwa "bezgrzebieniowy dziadek" nawiązuje do braku grzebienia nosowego u tego dinozaura, do faktu, że jest on starszy od innych hadrozaurów, których skamieniałości odkryto w osadach formacji Two Medicine, oraz do występowania w jego czaszce niektórych cech budowy występujących u przodków hadrozaurów). 
Gatunkiem typowym jest A. gagslarsoni (epitet gatunkowy pochodzi od przezwiska Russella Ellswortha Larsona, właściciela terenów, na których odkryto okaz holotypowy). Jest to okaz MOR 1155 z zachowaną prawie kompletną czaszką, jedenastoma kręgami szyjnymi, trzema niekompletnymi kręgami grzbietowymi i jednym kręgiem ogonowym, żebrami, lewą kością ramienną i łokciową, mostkiem, lewą kością łonową, lewą kością udową, piszczelową i strzałkową oraz niektórymi kośćmi śródstopia i paliczkami lewej stopy. Szkielet ten odkryto w osadach formacji Two Medicine w amerykańskim stanie Montana sprzed okło 79,43 mln lat, co czyni go jednym z najstarszych znanych północnoamerykańskich hadrozaurów. Ponadto autorzy opisu A. gagslarsoni uznali, że do przedstawiciela tego gatunku należała również niekompletna czaszka z zachowaną puszką mózgową i kośćmi łzowymi oraz pojedynczy kręg szyjny oznaczone UMNHVP 16607, odkryte w osadach formacji Wahweap w stanie Utah sprzed ok. 79,34–78,91 mln lat.
Szkielet Acristavus gagslarsoni charakteryzuje występowanie kilku cech niespotykanych u żadnego innego znanego hadrozaura, m.in. kostnej narośli na posterodorsalnym (tylno–górnym) odcinku krawędzi oczodołu tworzonej przez kość zaoczodołową; kości potylicznej podstawowej (ang. basioccipital) wydłużającej się ku tyłowi poza dorsalną (górną) krawędź otworu wielkiego dalej niż u innych hadrozaurów; zgrubienia na szwie spajającym kość przedczołową i czołową oraz dużego wgłębienia na bocznej powierzchni wyrostka jarzmowego kości zaoczodołowej (postorbital jugal process). A. gagslarsoni charakteryzuje też współwystępowanie szeregu innych cech budowy szkieletu, w tym m.in. wysokiego kostnego grzebienia między wyrostkami skrzydłowatymi kości klinowej podstawowej (basipterygoid ridge) rozszerzającego się wentralnie (ku dołowi) i sięgającego najniższych partii wyrostków skrzydłowatych kości klinowej podstawowej (basipterygoid processes) – podobnie jak u rodzaju Brachylophosaurus i w mniejszym stopniu u rodzaju Maiasaura, ale inaczej niż u wszystkich innych hadrozaurów; kostnej przegrody łączącej kość zaoczodołową i łuskową (supratemporal bar) i współtworzącej górny łuk skroniowy będącej szeroką i spłaszczoną – podobnie jak u majazaury oraz u gatunków Gryposaurus notabilis i G. monumentensis, ale inaczej niż u brachylofozaura; braku grzebienia nosowego, podobnie jak u rodzaju Edmontosaurus oraz u większości ornitopodów z kladu Iguanodontia nienależących do rodziny Hadrosauridae; szerokiej w widoku tylnym kości łzowej, podobnie jak u Gryposaurus notabilis i G. monumentensis, ale inaczej niż u brachylofozaura i majazaury; oraz kości zębowej, której krawędź wentralna (dolna) jest niemalże prosta – inaczej niż u wszystkich innych hadrozaurów, ale podobnie jak u niektórych przedstawicieli Iguanodontia nienależących do hadrozaurów, jak np. u Jinzhousaurus.
Czaszka Acristavus podobnie jak czaszka brachylofozaura jest długa i niska; jego nozdrza były większe od nozdrzy majazaury i zbliżone rozmiarami do nozdrzy brachylofozaura. Jednak pewne podobieństwa występują też między czaszkami Acristavus i majazaury: u obu tych hadrozaurów podobną budową cechują się m.in. dorsalny wyrostek kości przedszczękowej czy szew czołowo–nosowy. Sugeruje to, że Acristavus był blisko spokrewniony zarówno z majazaurą, jak i z brachylofozaurem; tym samym odkrycie Acristavus dowodzi też bliskiego pokrewieństwa rodzajów Maiasaura i Brachylophosaurus. Potwierdzają to również analizy kladystyczne. Z analizy przeprowadzonej przez Gatesa i współpracowników (2011) wynika, że Acristavus był taksonem siostrzanym do rodzaju Maiasaura, a Brachylophosaurus był siostrzany do kladu tworzonego przez te dwa rodzaje; klad obejmujący te trzy rodzaje autorzy nazwali Brachylophosaurini. Także analiza Prieto–Márqueza i Wagnera (2012) dowodzi bliskiego pokrewieństwa tych trzech rodzajów – z tym, że według tej analizy Acrustavus był siostrzany do kladu obejmującego majazaurę i brachylofozaura.
Występowanie u Acristavus gagslarsoni niektórych cech budowy czaszki występujących też u przedstawicieli Iguanodontia nienależących do Hadrosauridae, takich jak brak grzebienia nosowego czy prawie prosta krawędź wentralna kości zębowej, w połączeniu z wiekiem osadów, w których odkryto skamieniałości tego dinozaura, sugeruje, że Acristavus był podobny do najbardziej bazalnych hadrozaurów. Zdaniem autorów jego opisu jego odkrycie wspiera hipotezę, wedle której ostatni wspólny przodek wszystkich hadrozaurów nie miał na czaszce kostnego grzebienia, zaś owe grzebienie wyewoluowały u wielu różnych grup hadrozaurów niezależnie; nie przesądza jednak całkowicie o jej słuszności, bo na obecnym etapie badań nie można jeszcze wykluczyć, że już ostatni wspólny przodek wszystkich hadrozaurów miał grzebień kostny, który ulegał modyfikacjom niezależnie u przedstawicieli Lambeosaurinae i Hadrosaurinae/Saurolophinae i który wtórnie zanikł u Acristavus.